# Esgrima als Jocs Olímpics d'estiu de 1908 - sabre individual masculí
La competició de sabre masculí va ser una de les quatre proves del programa d'esgrima que es van disputar als Jocs Olímpics de Londres de 1908. La prova es va disputar entre el 17 i el 24 de juliol de 1908, amb la participació de 76 tiradors procedents d'11 nacions diferents.

## Medallistes
| Or               | Plata                | Bronze                           |
| Jenő Fuchs (HUN) | Béla Zulawszky (HUN) | Vilém Goppold von Lobsdorf (BOH) |

## Resultats

### Primera ronda
Es disputen 13 sèries en què els tres primers classificats de cada grup passen a una següent ronda.

#### Sèrie A
| Posició | Tirador                 | País          | Victòries | Perduts |
| ------- | ----------------------- | ------------- | --------- | ------- |
| 1       | Siegfried Flesch        | Àustria       | 5         | 0       |
| 2       | Jetze Doorman           | Països Baixos | 3         | 2       |
| 2       | Vlastimil Lada-Sázavský | Bohèmia       | 3         | 2       |
| 4       | Jean de Mas Latrie      | França        | 2         | 3       |
| 5       | Henri Six               | Bèlgica       | 1         | 4       |
| 5       | Jaroslav Šourek-Tucek   | Bohèmia       | 1         | 4       |

#### Sèrie B
| Posició | Tirador              | País       | Victòries | Perduts |
| ------- | -------------------- | ---------- | --------- | ------- |
| 1       | Otakar Lada          | Bohèmia    | 3         | 1       |
| 2       | Arthur Murray        | Regne Unit | 2         | 2       |
| 2       | Péter Tóth           | Hongria    | 2         | 2       |
| 2       | Joseph van der Voodt | Bèlgica    | 2         | 2       |
| 5       | Johannes Adam        | Alemanya   | 1         | 3       |

En haver-hi un empat a tres cal fer un desempat en què el tirador britànic queda eliminat.
| Posició | Tirador              | País       | Victòries | Perduts |
| ------- | -------------------- | ---------- | --------- | ------- |
| 2       | Péter Tóth           | Hongria    | 1         | 0       |
| 2       | Joseph van der Voodt | Bèlgica    | 1         | 0       |
| 4       | Arthur Murray        | Regne Unit | 0         | 2       |

#### Sèrie C
| Posició | Tirador            | País          | Victòries | Perduts |
| ------- | ------------------ | ------------- | --------- | ------- |
| 1       | Alfred Labouchere  | Països Baixos | 4         | 1       |
| 2       | Etienne Grade      | Bèlgica       | 3         | 2       |
| 2       | Fritz Jack         | Alemanya      | 3         | 2       |
| 2       | Jean-Joseph Renaud | França        | 3         | 2       |
| 5       | Dino Diana         | Itàlia        | 2         | 3       |
| 6       | Douglas Godfree    | Regne Unit    | 0         | 5       |

Renaud perd els dos combats de desempat, quedant eliminat.
| Posició | Tirador            | País     | Victòries | Perduts |
| ------- | ------------------ | -------- | --------- | ------- |
| 2       | Etienne Grade      | Bèlgica  | 1         | 0       |
| 2       | Fritz Jack         | Alemanya | 1         | 0       |
| 4       | Jean-Joseph Renaud | França   | 0         | 2       |

#### Sèrie D
| Posició | Tirador            | País          | Victòries | Perduts |
| ------- | ------------------ | ------------- | --------- | ------- |
| 1       | William Marsh      | Regne Unit    | 3         | 1       |
| 2       | René Lateux        | França        | 2         | 2       |
| 2       | Julius Lichtenfels | Alemanya      | 2         | 2       |
| 2       | Richard Schoemaker | Països Baixos | 2         | 2       |
| 5       | Harald Krenchel    | Dinamarca     | 1         | 3       |

En el desempat Lichtenfels queda eliminat.
| Posició | Tirador            | País          | Victòries | Perduts |
| ------- | ------------------ | ------------- | --------- | ------- |
| 2       | René Lateux        | França        | 1         | 0       |
| 2       | Richard Schoemaker | Països Baixos | 1         | 0       |
| 4       | Julius Lichtenfels | Alemanya      | 0         | 2       |

#### Sèrie E
Amb sols quatre participants sols el darrer classificat queda eliminat.
| Posició | Tirador                  | País          | Victòries | Perduts |
| ------- | ------------------------ | ------------- | --------- | ------- |
| 1       | Adrianus de Jong         | Països Baixos | 2         | 1       |
| 1       | Alessandro Pirzio Biroli | Itàlia        | 2         | 1       |
| 1       | Einar Schwartz-Nielsen   | Dinamarca     | 2         | 1       |
| 4       | Georges Langevin         | França        | 0         | 3       |

#### Sèrie F
| Posició | Tirador               | País          | Victòries | Perduts |
| ------- | --------------------- | ------------- | --------- | ------- |
| 1       | Georges de la Falaise | França        | 3         | 1       |
| 1       | Jenő Szántay          | Hongria       | 3         | 1       |
| 3       | August Petri          | Alemanya      | 2         | 2       |
| 3       | Antoine van Tomme     | Bèlgica       | 2         | 2       |
| 5       | Jacob van Löben Sels  | Països Baixos | 0         | 4       |

Petri supera a van Tomme en el desempat per a la tercera posició.
| Posició | Tirador           | País     | Victòries | Perduts |
| ------- | ----------------- | -------- | --------- | ------- |
| 3       | August Petri      | Alemanya | 1         | 0       |
| 4       | Antoine van Tomme | Bèlgica  | 0         | 1       |

#### Sèrie G
| Posició | Tirador               | País          | Victòries | Perduts |
| ------- | --------------------- | ------------- | --------- | ------- |
| 1       | Dezső Földes          | Hongria       | 5         | 0       |
| 2       | Sante Ceccherini      | Itàlia        | 4         | 1       |
| 3       | Richard Badman        | Regne Unit    | 2         | 3       |
| 3       | Lion van Minden       | Països Baixos | 2         | 3       |
| 5       | Jakob Erkrath de Bary | Alemanya      | 1         | 4       |
| 5       | Ismaël de Lesseps     | França        | 1         | 4       |

Badman supera a van Minden en el desempat per a la tercera posició.
| Posició | Tirador         | País          | Victòries | Perduts |
| ------- | --------------- | ------------- | --------- | ------- |
| 3       | Richard Badman  | Regne Unit    | 1         | 0       |
| 4       | Lion van Minden | Països Baixos | 0         | 1       |

#### Sèrie H
| Posició | Tirador                   | País       | Victòries | Perduts |
| ------- | ------------------------- | ---------- | --------- | ------- |
| 1       | Marcello Bertinetti       | Itàlia     | 4         | 1       |
| 1       | Bertrand Marie de Lesseps | França     | 4         | 1       |
| 3       | Béla Zulawszky            | Hongria    | 3         | 2       |
| 4       | Robert Krünert            | Alemanya   | 2         | 3       |
| 4       | Charles Wilson            | Regne Unit | 2         | 3       |
| 6       | Walter Gates              | Sud-àfrica | 0         | 5       |

#### Sèrie I
| Posició | Tirador                          | País          | Victòries | Perduts |
| ------- | -------------------------------- | ------------- | --------- | ------- |
| 1       | Oszkár Gerde                     | Hongria       | 4         | 1       |
| 1       | Lauritz Østrup                   | Dinamarca     | 4         | 1       |
| 3       | Willem van Blijenburgh           | Països Baixos | 3         | 2       |
| 4       | André du Bosch                   | Bèlgica       | 2         | 3       |
| 4       | Alfred Keene                     | Regne Unit    | 2         | 3       |
| 6       | Joseph, Marquis de Saint Brisson | França        | 0         | 5       |

#### Sèrie J
Aquesta sèries és la més nombrosa, amb vuit participants i cinc que foren eliminats. Von Lobsdorf guanya tots els seus combats. No es disputa el combat entre Sarzano i Stohr.
| Posició | Tirador                    | País          | Victòries | Perduts |
| ------- | -------------------------- | ------------- | --------- | ------- |
| 1       | Vilém Goppold von Lobsdorf | Bohèmia       | 7         | 0       |
| 2       | Paul Anspach               | Bèlgica       | 5         | 2       |
| 2       | Jenő Apáthy                | Hongria       | 5         | 2       |
| 4       | Edward Brookfield          | Regne Unit    | 3         | 4       |
| 4       | Johan van Schreven         | Països Baixos | 3         | 4       |
| 6       | Pietro Sarzano             | Itàlia        | 2         | 4       |
| 6       | Georg Stöhr                | Alemanya      | 2         | 4       |
| 8       | Jean Mikorski              | França        | 2         | 5       |

#### Sèrie K
| Posició | Tirador              | País          | Victòries | Perduts |
| ------- | -------------------- | ------------- | --------- | ------- |
| 1       | Jenő Fuchs           | Hongria       | 5         | 0       |
| 2       | Gustaaf van Hulstijn | Països Baixos | 4         | 1       |
| 3       | Vilém Tvrzský        | Bohèmia       | 3         | 2       |
| 4       | Arolodo Pinelli      | Itàlia        | 2         | 3       |
| 5       | Ernst Moldenhauer    | Alemanya      | 1         | 4       |
| 6       | Lockhart Leith       | Regne Unit    | 0         | 5       |

#### Sèrie L
| Posició | Tirador           | País          | Victòries | Perduts |
| ------- | ----------------- | ------------- | --------- | ------- |
| 1       | George van Rossem | Països Baixos | 4         | 1       |
| 2       | C. Barry Notley   | Regne Unit    | 3         | 2       |
| 2       | Bedrich Schejbal  | Bohèmia       | 3         | 2       |
| 2       | Louis Chapuis     | França        | 3         | 2       |
| 5       | Alexis Simonson   | Bèlgica       | 2         | 3       |
| 6       | Albert Naumann    | Alemanya      | 0         | 5       |

Chapuis fou eliminat en el desempat a tres de cara a aconseguir plaça per a la següent ronda.
| Posició | Tirador          | País       |
| ------- | ---------------- | ---------- |
| 2       | C. Barry Notley  | Regne Unit |
| 2       | Bedrich Schejbal | Bohèmia    |
| 4       | Louis Chapuis    | França     |

#### Sèrie M
| Posició | Tirador                | País          | Victòries | Perduts |
| ------- | ---------------------- | ------------- | --------- | ------- |
| 1       | Lajos Werkner          | Hongria       | 5         | 1       |
| 2       | Riccardo Nowak         | Itàlia        | 4         | 2       |
| 2       | Emil Schön             | Alemanya      | 4         | 2       |
| 4       | Marc Perrodon          | França        | 3         | 3       |
| 5       | Jan de Beaufort        | Països Baixos | 2         | 4       |
| 5       | František Šourek-Tuček | Bohèmia       | 2         | 4       |
| 7       | Anthony Chalke         | Regne Unit    | 1         | 5       |

### Segona ronda
Es disputen vuit sèries en aquesta segona ronda. Els dos primers de cada grup passen a semifinals. Els grup estan compostos per entre 4 i 6 tiradors.

#### Sèrie 1
| Posició | Tirador            | País          | Victòries | Perduts |
| ------- | ------------------ | ------------- | --------- | ------- |
| 1       | Jenő Fuchs         | Hongria       | 3         | 1       |
| 2       | Etienne Grade      | Bèlgica       | 2         | 2       |
| 2       | C. Barry Notley    | Regne Unit    | 2         | 2       |
| 2       | Richard Schoemaker | Països Baixos | 2         | 2       |
| 5       | René Lateux        | França        | 1         | 3       |

Les dues victòries de Notley en el desempat li donaren el pas a semifinals.
| Posició | Tirador            | País          | Victòries | Perduts |
| ------- | ------------------ | ------------- | --------- | ------- |
| 2       | C. Barry Notley    | Regne Unit    | 2         | 0       |
| 3       | Etienne Grade      | Bèlgica       | 0         | 1       |
| 3       | Richard Schoemaker | Països Baixos | 0         | 1       |

#### Sèrie 2
| Posició | Tirador           | País          | Victòries | Perduts |
| ------- | ----------------- | ------------- | --------- | ------- |
| 1       | Lajos Werkner     | Hongria       | 4         | 0       |
| 2       | Dezső Földes      | Hongria       | 3         | 1       |
| 3       | George van Rossem | Països Baixos | 2         | 2       |
| 4       | Richard Badman    | Regne Unit    | 1         | 3       |
| 5       | Fritz Jack        | Alemanya      | 1         | 3       |

#### Sèrie 3
| Posició | Tirador                    | País          | Victòries | Perduts |
| ------- | -------------------------- | ------------- | --------- | ------- |
| 1       | Vilém Goppold von Lobsdorf | Bohèmia       | 3         | 1       |
| 1       | Joseph van der Voodt       | Bèlgica       | 3         | 1       |
| 3       | William Marsh              | Regne Unit    | 2         | 2       |
| 4       | Adrianus de Jong           | Països Baixos | 1         | 3       |
| 4       | Riccardo Nowak             | Itàlia        | 1         | 3       |

#### Sèrie 4
| Posició | Tirador                   | País    | Victòries | Perduts |
| ------- | ------------------------- | ------- | --------- | ------- |
| 1       | Bertrand Marie de Lesseps | França  | 3         | 0       |
| 2       | Béla Zulawszky            | Hongria | 2         | 1       |
| 3       | Bedrich Schejbal          | Bohèmia | 1         | 2       |
| 4       | Vilém Tvrzský             | Bohèmia | 0         | 3       |

#### Sèrie 5
| Posició | Tirador          | País     | Victòries | Perduts |
| ------- | ---------------- | -------- | --------- | ------- |
| 1       | Oszkar Gerde     | Hongria  | 4         | 0       |
| 2       | Sante Ceccherini | Itàlia   | 3         | 1       |
| 3       | Otakar Lada      | Bohèmia  | 2         | 2       |
| 4       | Emil Schön       | Alemanya | 1         | 3       |
| 5       | Paul Anspach     | Bèlgica  | 0         | 4       |

#### Sèrie 6
| Posició | Tirador                | País          | Victòries | Perduts |
| ------- | ---------------------- | ------------- | --------- | ------- |
| 1       | Péter Tóth             | Hongria       | 4         | 0       |
| 2       | Jenő Szántay           | Hongria       | 3         | 1       |
| 3       | Willem van Blijenburgh | Països Baixos | 1         | 3       |
| 3       | Siegfried Flesch       | Àustria       | 1         | 3       |
| 3       | Alfred Labouchere      | Països Baixos | 1         | 3       |

#### Sèrie 7
| Posició | Tirador                  | País          | Victòries | Perduts |
| ------- | ------------------------ | ------------- | --------- | ------- |
| 1       | Marcello Bertinetti      | Itàlia        | 4         | 0       |
| 2       | Jetze Doorman            | Països Baixos | 2         | 2       |
| 2       | August Petri             | Alemanya      | 2         | 2       |
| 4       | Vlastimil Lada-Sázavský  | Bohèmia       | 1         | 3       |
| 4       | Alessandro Pirzio Biroli | Itàlia        | 1         | 3       |

Doorman, que havia perdut contra Petri en el combat de la sèrie, el supera en el desempat per determinar la segona posició de grup i el pas a semifinals.
| Posició | Tirador       | País          | Victòries | Perduts |
| ------- | ------------- | ------------- | --------- | ------- |
| 2       | Jetze Doorman | Països Baixos | 1         | 0       |
| 3       | August Petri  | Alemanya      | 0         | 1       |

#### Sèrie 8
| Posició | Tirador                | País      | Victòries | Perduts |
| ------- | ---------------------- | --------- | --------- | ------- |
| 1       | Jenő Apáthy            | Hongria   | 2         | 1       |
| 1       | Georges de la Falaise  | França    | 2         | 1       |
| 1       | Lauritz Østrup         | Dinamarca | 2         | 1       |
| 4       | Einar Schwartz-Nielsen | Dinamarca | 0         | 3       |

| Posició | Tirador               | País      | Victòries | Perduts |
| ------- | --------------------- | --------- | --------- | ------- |
| 1       | Georges de la Falaise | França    | 2         | 0       |
| 2       | Lauritz Østrup        | Dinamarca | 1         | 1       |
| 3       | Jenő Apáthy           | Hongria   | 0         | 2       |

### Semifinals
Es disputen dues semifinals amb 8 tiradors en cadascuna. Els quatre millors de cadascuna d'elles passen a la final.

#### Semifinal 1
| Posició | Tirador                   | País       | Victòries | Perduts |
| ------- | ------------------------- | ---------- | --------- | ------- |
| 1       | Jenő Fuchs                | Hongria    | 6         | 1       |
| 2       | Lajos Werkner             | Hongria    | 5         | 2       |
| 3       | Georges de la Falaise     | França     | 4         | 3       |
| 3       | Jenő Szántay              | Hongria    | 4         | 3       |
| 5       | Marcello Bertinetti       | Itàlia     | 3         | 4       |
| 5       | Dezső Földes              | Hongria    | 3         | 4       |
| 7       | C. Barry Notley           | Regne Unit | 2         | 5       |
| 8       | Bertrand Marie de Lesseps | França     | 1         | 6       |

#### Semifinal 2
Quatre tiradors empaten al capdavant del grup amb un balanç de 5-2 records. Tots passen a la final. Ceccherini renuncià després de disputar els quatre primers combats, per la qual cosa Tóth, van der Voodt i Doorman guanyaren sense haver de competir.
| Posició | Tirador                    | País          | Victòries | Perduts |
| ------- | -------------------------- | ------------- | --------- | ------- |
| 1       | Jetze Doorman              | Països Baixos | 5         | 2       |
| 1       | Vilém Goppold von Lobsdorf | Bohèmia       | 5         | 2       |
| 1       | Péter Tóth                 | Hongria       | 5         | 2       |
| 1       | Béla Zulawszky             | Hongria       | 5         | 2       |
| 5       | Oszkár Gerde               | Hongria       | 4         | 3       |
| 6       | Lauritz Østrup             | Dinamarca     | 3         | 4       |
| 7       | Joseph van der Voodt       | Bèlgica       | 1         | 6       |
| 8       | Sante Ceccherini           | Itàlia        | 0         | 7       |

### Final
Fuchs i von Lobsdorf no finalitzaren el combat dins el temps límit, sent declarats ambdós perdedors.
| Posició | Tirador                    | País          | Victòries | Perduts |
| ------- | -------------------------- | ------------- | --------- | ------- |
| 1       | Jenő Fuchs                 | Hongria       | 6         | 1       |
| 1       | Béla Zulawszky             | Hongria       | 6         | 1       |
| 3       | Vilém Goppold von Lobsdorf | Bohèmia       | 4         | 3       |
| 4       | Jenő Szántay               | Hongria       | 3         | 4       |
| 5       | Péter Tóth                 | Hongria       | 3         | 4       |
| 6       | Lajos Werkner              | Hongria       | 2         | 5       |
| 7       | Jetze Doorman              | Països Baixos | 1         | 6       |
| 7       | Georges de la Falaise      | França        | 1         | 6       |

En el desempat per a la medalla d'or el vencedor fou Fuchs en un combat a un únic tocat.
| Posició | Tirador        | País    | Victòries | Perduts |
| ------- | -------------- | ------- | --------- | ------- |
| 1       | Jenő Fuchs     | Hongria | 1         | 0       |
| 2       | Béla Zulawszky | Hongria | 0         | 1       |